# Aspirante vedovo
Aspirante vedovo è un film del 2013 diretto da Massimo Venier e interpretato da Fabio De Luigi e Luciana Littizzetto. È un rifacimento del film Il vedovo (1959) di Dino Risi e con Alberto Sordi e Franca Valeri.

## Trama
Alberto Nardi è un fallimentare imprenditore, il cui successo più importante è stato sposarsi con la ricca e potente industriale Susanna Almiraghi. Per quest'ultima, invece, l'unico errore della propria vita è stato proprio quello di maritarsi con Alberto, ed è altresì convinta di dover pagare questa scelta infelice fino a che morte non li separi, rifiutandosi di divorziare. Persino il prete che la confessa vorrebbe vederla finalmente separata, stufo del loro sterile e cinico legame.
Alberto intraprende una relazione clandestina con la giovane Giada, avvenente cacciatrice di dote, mentre Susanna manda avanti l'impero di famiglia e coltiva amicizie altolocate con conoscenze di vecchia data, le quali ignorano del tutto e ridicolizzano il marito.
In seguito a un incidente aereo di cui si suppone sia rimasta vittima anche Susanna durante un viaggio di lavoro in Romania, Alberto si ritrova all'improvviso milionario, erede di tutte le ricchezze della defunta moglie. La fortuna dell'uomo ha tuttavia vita breve: Susanna infatti non è mai salita sull'aereo incidentato. Determinato a sbarazzarsi definitivamente della moglie, Alberto inizia a escogitare insieme a due complici un modo per liberarsi per sempre di lei. Mentre il piano per uccidere Susanna va in atto, si verifica una serie di imprevisti e una jeep investe Alberto accidentalmente.
Dopo qualche tempo si scopre che quest'ultimo è costretto sulla sedia a rotelle, mentre Susanna ha rilevato a titolo gratuito tutti i cantieri di Alberto che erano sull'orlo del fallimento. 
Durante un sopralluogo in cantiere, si scopre che l'uomo ha finto di essere paraplegico ingannando tutti. Origliando una conversazione di Susanna con un presunto amante, nella quale il marito viene denigrato e insultato, quest'ultimo si palesa alla moglie camminando normalmente e tenta di farla precipitare da un palazzo in costruzione. Ancora una volta colpito dalla sfortuna è Alberto che cade dall'edificio e muore.
La scena finale mostra Susanna, accompagnata da una nuova fiamma, totalmente succube della donna, mentre visitano la tomba del marito defunto.

## Riprese
Il film è stato girato perlopiù a Torino (città natale di Luciana Littizzetto), in Valle d'Aosta e a Milano, alcuni luoghi ripresi sono la Villa Malfatti di San Giorgio Canavese, la Villa Tamburnin di Castelnuovo Don Bosco, il Campus Luigi Einaudi di Torino e piazza del Fieno di Moncalieri; la Strada Comunale di Chevrère a Champdepraz, il Parco Naturale del Mont Avic, Piazza Alvar Aalto e i cantieri del quartiere Isola a Milano.

## Distribuzione
Il film è stato distribuito nelle sale italiane il 10 ottobre 2013.